# فكتور كناتسون
فكتور كناتسون هو لاعب رماية سويدي، ولد في 4 يناير 1886 في أورنشولدسفيك في السويد، وتوفي في 21 يناير 1969 في ستوكهولم في السويد.

## وصلات خارجية
- فكتور كناتسون على موقع أوليمبيديا (الإنجليزية)
- فكتور كناتسون على موقع اللجنة الأولمبية السويدية (السويدية)